# Trichomorpha tacarcuna
Trichomorpha tacarcuna är en mångfotingart som beskrevs av Loomis 1964. Trichomorpha tacarcuna ingår i släktet Trichomorpha och familjen Chelodesmidae. Inga underarter finns listade i Catalogue of Life.